# Субрегија Зворник
Субрегија Зворник је субрегија мезорегије Бијељине према Просторном плану Републике Српске. 

## Географија
Обухвата општине:

- Зворник,
- Осмаци,
- Шековићи,
- Братунац,
- Сребреница,
- Милићи и
- Власеница

У саставу је Мезорегије Бијељине.